# Pidonia cuprescens
Pidonia cuprescens là một loài bọ cánh cứng trong họ Cerambycidae.